# Рудницький Роман Володимирович
Рома́н Володи́мирович Рудни́цький (1984—2022) — капітан ОЗСП «Азов», оборонець Маріуполя. Кавалер ордена «За мужність» ІІІ ступеня посмертно.

## Життєпис
Народився 26 жовтня 1984 в місті Київ.
Був фанатом столичного футбольного клубу «Динамо» й одним із засновників колективу «HTF», який багато років підтримував київський клуб на стадіоні та за його межами.
У 2015 році Роман вирішив стати на захист Батьківщини та приєднався до лав Окремого загону спеціального призначення «Азов» Національної гвардії України. За роки служби здобув велику повагу та прихильність колективу. Кожна військова операція під його керівництвом завершувалася успішно.
На початку 2022 року Роман планував звільнятися зі служби та відкривати власний бізнес.
Однак почалася повномасштабна війна. На той момент капітан Рудницький служив на посаді першого заступника командира начальника штабу 2-го батальйону. З перших днів воїн брав участь в обороні Маріуполя на Донеччині.
Загинув Роман Рудницький 15 квітня 2022 року під час прориву на «Азовсталь».
Тіло офіцера вдалося повернути рідним завдяки обміну. У липні його поховали на Байковому кладовищі в Києві.